# Tel quel (album)
Pour les articles homonymes, voir Tel-quel.
Albums de Herbert Léonard
Quelque chose tient mon cœur
(1968) Trois pas dans le silence
(1971)
Tel quel est un album d'Herbert Léonard sorti en 1969.

## Liste des titres
1. Le printemps ne viendra pas (2 min 50 s)
2. Un peu de toi beaucoup de moi (3 min 03 s)
3. Fais de moi ton prisonnier (3 min 27 s)
4. Une rose à aimer (3 min 06 s)
5. Laissez entrer le soleil (2 min 55 s)
6. Jouons le jeu de la vérité (2 min 45 s)
7. Mister Jones et Lady Virginia (3 min 34 s)
8. Oui dans ma vie (2 min 48 s)
9. Où est la fête Suzie ? (2 min 53 s)
10. L'amour attend (2 min 30 s)
11. Mon cœur est comme la rivière (2 min 04 s)
12. Entouré de peine (3 min 00 s)